# سرهی توریانسکی
سرهی توریانسکی (اوکراینی: Сергій Миронович Турянський؛ زادهٔ ۲۵ مهٔ ۱۹۶۲) بازیکن فوتبال اهل اوکراین است.
از باشگاه‌هایی که در آن بازی کرده‌است می‌توان به باشگاه فوتبال کارپاتی لویو، باشگاه فوتبال زیمبرو کیشیناو، باشگاه فوتبال تاوریا سیمفروپول، و باشگاه فوتبال اسپارتاک ایوانو-فرانکیفسک اشاره کرد.
وی همچنین در تیم ملی فوتبال اوکراین بازی کرده‌است.